# El Negro Ansina
Joaquín Lenzina (Durazno, Banda Oriental, Virreinato del Perú, 1760 - Asunción, Paraguay, 1860), más conocido como Ansina o El Negro Ansina, fue un militar oriental y poeta. Fue amigo de José Gervasio Artigas, a quién acompañó hasta sus últimos días en campaña militar como a nivel personal.

## Biografía
Nació en Montevideo en 1760, hijo de esclavos africanos. En su niñez fue aguatero. De muchacho se dirigió a la campaña, donde se convirtió en payador. Se alistó en un supuesto barco pesquero pero, al enterarse de que era un barco pirata, huyó a Brasil, donde fue capturado y convertido en esclavo.
Fue comprado por Artigas, quien lo liberó inmediatamente. En ese momento entablaron una profunda amistad. Participó junto a Artigas en diversas batallas. Cuando Artigas partió a Paraguay, Ansina también lo acompañó. Al morir Artigas (el 23 de septiembre de 1850, a los 86 años), un tal Manuel Antonio Ledesma, que también era afrouruguayo y había sido soldado de Artigas, se enteró de la soledad en la que vivía Ansina ―que ya tenía 89 o 90 años― y lo acogió en su casa diez años, hasta la muerte de Ansina en 1860. Debido a la destrucción producida en la Guerra de la Triple Alianza, sus restos no han podido ser encontrados.
En 1885, la misión de Tajes llega a Asunción para devolver los trofeos de la Guerra de la Triple Alianza, se presentó en aquel acto el anciano afrouruguayo Manuel Antonio Ledesma, que dijo haber acompañado a Artigas.
Según el antropólogo Daniel Vidart (1920-2019), los restos de Ansina yacen en una fosa común del camposanto paraguayo de Guarambaré y el cadáver que fue repatriado desde Asunción a Uruguay no es el de Ansina, sino el del soldado afrouruguayo Manuel Antonio Ledesma (que actualmente se halla en Las Piedras, en el lugar donde ocurrió la célebre batalla).
En 1951, Daniel Hammerly Dupuy publicó una compilación de poesías sobre Artigas. En la introducción a la colección, el hijo de Hammerly anuncia la publicación de los poemas de Joaquín Lencina, el verdadero Ansina, y presenta una larga argumentación acerca de la validez de este relato.
Benítez le contó a Hammerly cómo había encontrado los textos de Ansina en Paraguay:

Mientras él hurgaba en el baúl me dispuse a tomar nota de los versos que me había mencionado. ¡Cuál no sería mi sorpresa cuando se presentó con un gran fajo de papeles, evidentemente antiguos a juzgar por su aspecto! Me indicó que podía buscar, diciéndome que se trataba de uno de los papeles más grandes. Al revisarlos apresuradamente, noté que la mayor parte de los papeles llevaban al pie el nombre de Lenzina y la fecha [...] Fue con no disimulada emoción que me atreví a pedirle prestado todos esos papeles para copiarlos con máquina de escribir. [...] Cuando revisé tranquilamente esos papeles [...] quedé asombrado al comprobar que estaba en presencia de trabajos que, además de su carácter poético, tenían un enorme valor documental por tratarse de un testigo ocular de los acontecimientos que presenciaba.
Benítez

## Homenaje
El 29 de octubre de 2018 se realizó un reconocimiento póstumo a Ansina como Comandante de las Milicias de Libertos Artiguistas, en una ceremonia en la que participaron el expresidente Tabaré Vázquez y los exmandatarios José Mujica y Luis Alberto Lacalle Herrera.

## Controversia

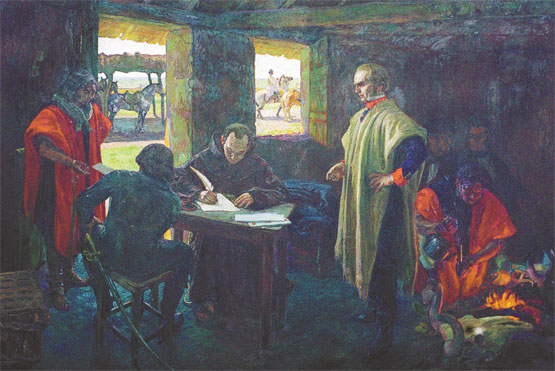
Ansina ceba mates mientras Artigas le dicta a Monterroso.

Existe un error histórico sobre la imagen de Joaquín Lenzina, que se confunde con la de Manuel Antonio Ledesma. Todos los retratos y las esculturas que se han dedicado a Joaquín Lenzina o Ansina se producen con la imagen de Ledezma, de quien sí se conserva una fotografía. Los monumentos a Ansina, de la zona de Tres Cruces y en la ciudad de Minas cometen ese error (como la foto que ilustra este artículo).